# Stephen Gilbert (Künstler)

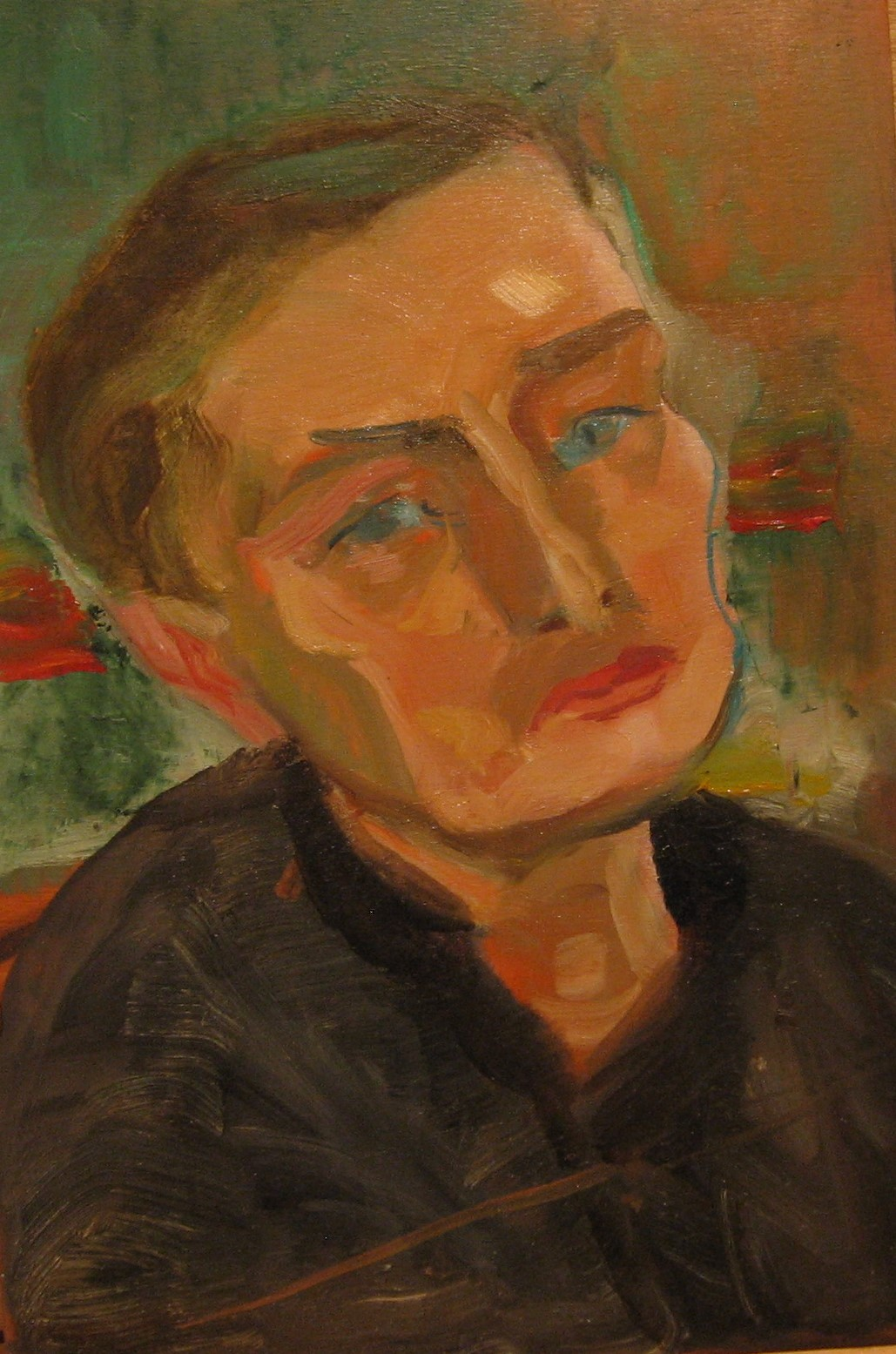
Evelyn Marc: Porträt von Stephen Gilbert

Stephen Gilbert (* 15. Januar 1910 in Wormit, Fife, Schottland; † 12. Januar 2007 Frome, Somerset) war ein schottischer Bildhauer und Maler.

## Leben und Werk
Stephen  Gilbert wurde als Sohn englischer Eltern geboren. Sein Großvater war der Bildhauer Alfred Gilbert. Er studierte von 1929 bis 1932 Architektur an der Slade School of Fine Art. Henry Tonks ermutigte ihn zu malen. Er freundete sich mit Roger Hilton an. 1935 heiratete er die Bildhauerin Jocelyn Chewett (1906–1979).
Stephen Gilbert arbeitete als Bildhauer und Maler. Zwischen 1943 und 1945 basieren seine Malereien auf Märchen und Mythen. Diese Bilder zeigten eine deutliche  Nähe zu den Arbeiten der Dänen, die zwischen 1941 und 1944 die Kunstzeitschrift Helhesten herausgaben. Gilbert lebte von 1938 bis 1939 und von 1945 an in Paris. Asger Jorn entdeckte seine Arbeiten auf einer Ausstellung im Salon des surindépendants und brachte ihn in Kontakt mit der Künstlergruppe CoBrA. Gilbert freundete sich mit Constant an und nahm unter anderem an der Ausstellung in Amsterdam (1941) teil. Nach 1950 entwickelte sich seine Arbeit hin zur geometrischen Abstraktion.